# FK Partizan Belgrade
Maillots
Actualités
 (juin 2025).
Si vous disposez d'ouvrages ou d'articles de référence ou si vous connaissez des sites web de qualité traitant du thème abordé ici, merci de compléter l'article en donnant les références utiles à sa vérifiabilité et en les liant à la section « Notes et références ».
Le Fudbalski Klub Partizan (en serbe : Фудбалски Клуб Партизан), plus couramment abrégé en FK Partizan et couramment appelé Partizan Belgrade en français, est un club serbe de football professionnel fondé en 1945 et basé à Belgrade, la capitale du pays.
Il constitue une part importante du club omnisports du Partizan Belgrade. Le club évolue dans le championnat de première division et a passé toute son histoire dans le peloton de tête du football yougoslave, puis serbe. Il est le deuxième club le plus titré en Serbie, après avoir remporté un total de quarante-cinq trophées, dont vingt-sept championnats nationaux, seize coupes nationales, une supercoupe nationale, ainsi que d'une Coupe Mitropa, et a terminé 2e dans le tableau du Championnat de Yougoslavie de tous les temps.
Le Partizan a été fondé par de jeunes officiers de l'Armée populaire yougoslave (JNA), à Belgrade. Il évolue depuis 1949 dans le Stade du Partizan, qui a une capacité de 32 710 places. Le Partizan détient divers records : il est en effet un des deux clubs à avoir disputé le tout premier match de la Ligue des champions de l'UEFA en 1955 (contre le  Sporting Clube de Portugal), ainsi que la première formation des Balkans et de l'Est à atteindre la finale de la cette même compétition, en 1966.
Le club a une rivalité de longue date avec l'Étoile rouge de Belgrade. Les matchs entre ces deux clubs sont appelés Derby éternel (en serbe cyrillique Вечити дерби, et en serbe latin Večiti derbi) et ce derby est considéré comme l'un des plus grands affrontements intra-villes dans le monde. En septembre 2009, le journal britannique Daily Mail a classé le derby quatrième parmi les dix plus grandes rivalités du football de tous les temps. Le FK Partizan est le deuxième club de football le plus populaire de Serbie, derrière l'Étoile rouge de Belgrade. Il est également très populaire au Monténégro et en Bosnie-Herzégovine, en particulier dans l'entité serbe de Bosnie. Le Partizan a également de nombreux supporters de toutes les autres républiques ex-yougoslaves et dans les diasporas serbes et yougoslaves.

## Histoire
Le club doit son nom au mouvement armé de résistance des Partisans. Le Partizan est l'ancien club de l'armée yougoslave. Cette emprise militaire sur les destinés du club cesse officiellement en 1963, mais elle dure toutefois officieusement jusqu'aux années 1980.

### Fondation du club
Le Partizan est fondé le 4 octobre 1945 à Belgrade en tant que section de football de la Chambre centrale de l'armée yougoslave Partisan. Il a été nommé en l'honneur des Partisans, la formation militaire communiste qui s'est battue contre le fascisme pendant la Seconde Guerre mondiale en Yougoslavie. Le club est formé et initialement géré par le groupe de jeunes hauts officiers de l'armée populaire yougoslave et de vétérans de la guerre civile espagnole. Parmi eux figurent Franjo Tuđman, Svetozar « Tempo » Vukmanović, Koča Popović, Peko Dapčević, Bogdan Vujošević, Mijalko Todorović, Otmar Kreačić et Ratko Vujović. Deux jours après sa création, le Partizan a fait ses premiers pas sur la scène du football avec le match amical contre la sélection de Zemun qui se termine sur le score de 4-2. Florijan Matekalo est entré dans le livre des records en tant que premier buteur de l'histoire du Partizan, tandis que Franjo Glazer a été le premier manager. À peine trois semaines plus tard, le Partizan entreprend la première de nombreuses tournées internationales et se rend en Tchécoslovaquie où il bat 3 à 1 la sélection de l'armée slovaque. À l'époque, à peine quelques mois après la fin de la Seconde Guerre mondiale en Yougoslavie, aucune compétition de football organisée n'a encore été rétablie. Le Partizan ne dispute donc que des matchs amicaux et des tournois nationaux et internationaux.

### Années 1946-1958
Fin août 1946, la nouvelle ligue yougoslave commence et le Partizan dispute son premier match officiel en battant FK Vardar Skopje par 1 à 0. Comme le club avait d'emblée de grandes ambitions, il a attiré certains des meilleurs joueurs de tout le pays : Stjepan Bobek, Miroslav Brozović, Zlatko Čajkovski, Kiril Simonovski (en), Bela Palfi, Franjo Rupnik (en), Prvoslav Mihajlović, Aleksandar Atanacković, Miodrag Jovanović, Vladimir Firm, Ratko Čolić et Franjo Šoštarić. Illés Spitz (en), expert renommé du football, en devient son manager et passe quatorze ans à divers postes du club. Sa mise en œuvre des meilleures méthodes d'entraînement et tactiques de jeu européennes, associée à une équipe techniquement douée, s'est avérée essentielle pour remporter le titre de champion de la première saison, réalisant le doublé en remportant également la coupe.
Le deuxième titre de champion a été remporté lors de la saison 1948-1949. Le Partizan a disputé ses matchs à domicile sur l'ancien stade l'OFK Belgrade jusqu'en 1949, date à laquelle ses propres installations ont été construites sur le même site et baptisées Stadion JNA (Stade de l'armée populaire yougoslave). En 1950, d’une section football de l’Armée de terre, le club est devenu un club indépendant sous l’égide du Partizan Belgrade. Le président du premier club est devenu Ratko Vujović. En 1953, les liens formels restants entre le club et l'armée ont cessé. Bien que, dans les années 1950, le Partizan soit une équipe très solide dirigée par des joueurs de l'équipe nationale tels que Bobek, Čajkovski, Miloš Milutinović, Marko Valok, Bruno Belin, Tomislav Kaloperović et Branko Zebec, le club connait une longue période sans gagner de titre, avec seulement trois victoires lors des coupes 1952, 1954 et 1957. Malgré l’absence de titres en championnat, les excellentes performances du Partizan sur des tournois à travers l’Europe lui valent une renommée continentale importante. Le 4 septembre 1955, le Partizan participe au tout premier match de la Coupe des Champions, à Lisbonne, contre le Sporting Clube de Portugal. Le résultat final est de 3–3, Miloš Milutinović devenant le premier buteur de la compétition.

### Les bébés du Partizan - la première finale européenne (1958-1966)

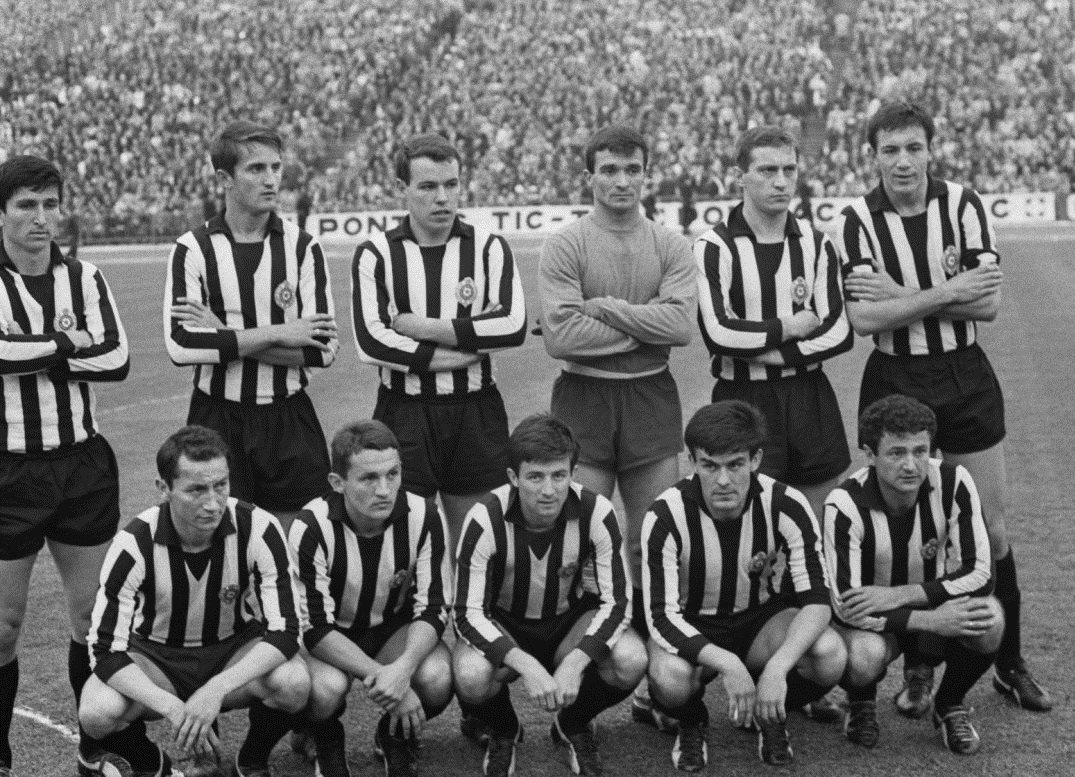
L'équipe du Partizan lors de la finale de la Coupe des clubs champions de 1966.

Un bilan de deux titres et quatre coupes au cours de ses quinze premières années d'existence n'est pas suffisant pour un club de la stature, de l'ambition et de la popularité du Partizan. En 1958, après treize ans disputés sous des couleurs bleu et rouge, le club adaport désormais un maillot avec des  couleurs noir et blanc. Le changement d’image et d’aspect du club est suivi de changements radicaux dans l’équipe de jeu. Le nombre de jeunes joueurs issus du groupe de jeunes du Partizan, connu sous le nom de « Partizanove bebe » (« les bébés du Partizan »), est rapidement devenu l'une des meilleures générations jamais vue en Europe. La montée de la génération a commencé avec Milutin Šoškić, Fahrudin Jusufi, Jovan Miladinović, Velibor Vasović, Milan Galić, Ilija Mitić, Zvezdan Čebinac et Vladica Kovačević. Très vite, Lazar Radović (en), Velimir Sombolac, Ljubomir Mihajlović et Mustafa Hasanagić, et enfin Ivan Ćurković, Josip Pirmajer, Branko Rašović et Radoslav Bečejac se joignent à eux. Les directeurs Illés Spitz, Florijan Matekalo et Stjepan Bobek ont suivi et guidé leur développement. La décision de s’appuyer principalement sur des jeunes talents découverts dans tout le pays a rapidement donné des résultats - le Partizan a remporté trois titres de champion consécutifs, en 1961, en 1962 et en 1963. Ses performances efficaces et attrayantes lui ont valu son surnom populaire « Parni valjak » (« le rouleau compresseur »). En 1964-1965, l'équipe rajoute le quatrième titre en cinq ans, après la victoire de son rival de L’Étoile rouge lors de la saison 1963-1964. Dès les années 1960, une rivalité féroce et intense se développa entre le Partizan et L’Étoile Rouge.
La campagne de la Coupe d'Europe de 1965-1966 a été le couronnement de la carrière de cette génération. Après avoir éliminé l'équipe française du FC Nantes (2-0, 2–2) et le champion allemand du Werder Breme (3–0, 1–0) aux deux premiers tours, le Partizan est opposé au Sparta Prague en quarts de finale. Battu 4 à 1 lors du match aller, le Partizan obtient sa qualification en s'imposant 5 à 0 devant 50 000 spectateurs lors du match retour. En demi-finale, le Partizan est opposé au Manchester United, qui revient pour la première fois à Belgrade, départ du vol 609 British European Airways qui s'écrase le 6 février 1958 lors d'une escale à Munich, l'équipe anglaise perdant huit de ses huit « Busby Babes ». Manchester United compte dans ses rangs George Best et Bobby Charlton, ce dernier étant un rescapé du crash. Le Partizan remporte le match aller au stade JNA 2–0 puis résiste à la forte pression exercée par Old Trafford au retour, ne cédant qu’une fois, pour un score cumulé de 2-1. Le Partizan obtient alors le meilleur résultat de son histoire.
La finale contre le Real Madrid se déroule le 11 mai au stade du Heysel, à Bruxelles. Jusqu'à la 70e minute, le Partizan mène 1-0 sur un but de Velibor Vasović, mais perd finalement la rencontre 2 à 1. Le Partizan, manque ainsi 
sa tentative de remporter une victoire importante, d'autant que l'équipe est rapidement privée de ses joueurs stars qui se rendent dans les clubs de l'Ouest pour continuer leur carrière. Néanmoins, le Partizan est devenu le premier club des Balkans et d’Europe de l’Est à disputer une finale de la Coupe d’Europe.

### Crise (1966-1976)
L’augmentation soudaine de la réputation de l’équipe du Partizan n’a pas été suivie d’une augmentation de la structure organisationnelle. Après la défaite en finale, l'administration du club n'a pas réussi à fonctionner à un niveau supérieur et le Partizan est entré dans une longue crise organisationnelle. Tous les principaux joueurs ont signé des contrats avec les plus grands clubs occidentaux et la génération prometteuse s'est dispersée. Milutin Šoškić est allé au FC Cologne, Milan Galić au Standard de Liège, Vladica Kovačević à Nantes, Fahrudin Jusufi à l'Eintracht Francfort et Velibor Vasović, qui avait marqué en finale, a été transféré à l'Ajax Amsterdam, club avec lequel il remporte la première coupe des clubs champions en tant que capitaine, lors de l'édition 1970-1971.
Cela entraîne une suite de résultats jugés médiocres pendant une décennie, le club ne parvenant pas à remporter le moindre trophée. Quelques joueurs tels que Milan Damjanović, Blagoje Paunović et Borivoje Đorđević sont restés au club. En peu de temps, de nouveaux gestionnaires arrivent à la direction. L'équipe compte sur arrivée des jeunes joueurs talentueux comme Momčilo Vukotić, issu des rangs jeunesse du Partizan, et Nenad Bjeković venu de Proleter Zrenjanin, pour retrouver des meilleurs résultats pour les Black & Whites.

### Le bref retour - le premier trophée européen (1976-1982)
Le 11 juillet 1976, à Ljubljana, le Partizan dispute le dernier match de la saison contre l'Olimpija et avait besoin d’une victoire pour remporter le titre devant son rival Hajduk Split. Dans la dernière seconde avant le coup de sifflet final, Nenad Bjeković marque le but victorieux en faveur du Partizan qui s'impose 0 à 1. Ce septième titre en championnat est finalement remporté grâce à la nouvelle génération de joueurs, tels que Momčilo Vukotić, Bjeković, Rešad Kunovac (en), Ilija Zavišić (en), Refik Kozić (en), Ivan Golac (en), Radmilo Ivančević, Boško Đorđević (en), Nenad Stojković.
Le Partizan remporte ensuite son huitième titre en 1977-1978, avec Nikica Klinčarski (en), Petar Borota (en), Slobodan Santrač, Aleksandar Trifunović (en), Cevad Prekazi et Pavle Grubješić (en). La même année, le Partizan remporte son premier trophée européen, la Coupe Mitropa. Lors de cette édition, les Noirs et blancs terminent premiers du groupe A devant Perugia et Zbrojovka Brno et ont battu les Hongrois du Honvéd de Budapest lors de la finale sur le score de 1-0. Son directeur est alors Ante Mladinić. De façon inattendue, la  saison 1978-1979 suivante s'est avérée être la pire de l'histoire du Partizan : il termine à la 15e place du championnat, évitant de justesse la relégation avec une victoire de 4-2 sur Budućnost lors du dernier match. Cette nouvelle crise se confirme avec les résultats de la saison suivante, où le Partizan termine 13e.

### Années mémorables (1982–1991)
Une autre grande génération se forme Lorsque Momčilo Vukotić, Nenad Stojković et Nikica Klinčarski sont rejoints par Ljubomir Radanović, Zvonko Živković, Zoran Dimitrijević et Dragan Mance (en). Le Partizan est devenu champion pour la saison 1982-1983, en grande partie grâce aux performances du jeune Dragan Mance. Il contribue à la victoire du Partizan en marquant 15 buts. Il se met également en évidence lors du deuxième tour de la Coupe UEFA 1984-1985 contre les Queens Park Rangers. Après une victoire 6 à 2 du club anglais au match aller, le Partizan s'impose 4 à 0 au retour pour accéder au tour suivant. Lors de ce match considéré comme l'un des plus mémorables de son histoire du Partizan, classé 70e parmi les 100 plus grands matches de l'histoire du football lors d'un sondage organisé par Eurosport en septembre 2009, Mance  marque un but considéré comme l'un des buts les plus remarquables de l'histoire du Partizan. Les supporters perdent celui-ci, devenu leur favori, le 3 septembre 1985 lorsqu'il décède dans un accident de voiture sur l'autoroute Novi Sad-Belgrade. Agé de 22 ans Mance est considéré comme la plus grande légende du club par les fans du Partizan. En son honneur, la rue adjacente au stade du club à Belgrade porte son nom depuis 2011.
En 1985–1986, le Partizan remporte le titre avec une victoire de 4–0 sur Željezničar grâce à une meilleure différence de buts que l'Étoile rouge. Cependant, Slavko Šajber, président de la Fédération de Yougoslavie de football, décide que toute la dernière série de matches doit être rejouée après des accusations selon lesquelles certains résultats auraient été truqués. Le Partizan ayant refusé de rejouer son match, la victoire est attribuée sur le score de 3-0 à Željezničar, et le titre est remporté par l’Étoile rouge. À cause de ces événements, douze clubs dont le Partizan entament le championnat 1986-1987 avec une déduction de six points. Vardar, qui ne fait pas partie de ces clubs, remporte le titre. Cependant, après une série d'appels et de poursuites qui ont finalement abouti devant la Cour constitutionnelle yougoslave, le tableau final initial de 1985-1986, avec le Partizan comme champion, est officiellement reconnu au milieu de 1987. De plus, le retrait de points de la saison 1986-1987 a est annulé et le titre est attribué au Partizan, qui comptait le plus de points sans ce retrait. Privée de Coupe d'Europe en raison de ces événements, la génération de Milko Đurovski, Fahrudin Omerović, Zvonko Varga, Vladimir Vermezović (en), Admir Smajić, Goran Stevanović (en), Nebojša Vučićević (en), Miloš Đelmaš, Srecko Katanec, Fadil Vokrri et Bajro Župić (en) n’a pas pu exprimer son potentiel sur la scène continentale.
Le Partizan passe les dernières années en Yougoslavie et a connu d'importants changements organisationnels. En 1989, l'ancien gardien de but Ivan Ćurković est devenu président du club, tandis que Mirko Marjanović est devenu président du conseil exécutif du Partizan. Les joueurs les plus importants du Partizan au cours de ces dernières années ont été Predrag Mijatović, Slaviša Jokanović, Predrag Spasić, Dragoljub et Branko Brnović, Budimir Vujačić, Vujadin Stanojković, Darko Milanič et Džoni Novak. Cependant, cette génération est éclipsée par celle de son concurrent de l'Étoile rouge, qui remporte plusieurs championnats et la Coupe des clubs champions 1990-1991. Le Partizan ne remporte que la coupe nationale en 1988-1989, 32 ans après sa dernière victoire dans cette compétition. Le dernier trophée remporté avant la dissolution du pays est la Supercoupe de Yougoslavie 1989, première et seule édition disputée par le club.
Durant cette période, le Partizan recrute en 1987 les joueurs de l'équipe nationale chinoise Jia Xiuquan et Liu Haiguang. Ceux-ci sont entrés dans l'histoire puisqu'ils ont été, avec Xie Yuxin et Gu Guangming, les premiers footballeurs chinois à avoir joué en Europe.

### Décennie sombre et succès national (années 1990)
Après la mort du président Josip Broz Tito en 1980, les tensions ethniques se sont intensifiées en Yougoslavie. Au début des années 1990, l'État yougoslave commence à s'effondrer et la guerre civile éclate. À la fin du mois de mai 1992, le Conseil de sécurité des Nations unies impose des sanctions au pays, notamment par la résolution 757 du Conseil de sécurité des Nations unies qui prive le sport yougoslave de confrontations internationales.
Durant les guerres yougoslaves, le Partizan remporte deux titres de champion de Yougoslavie, en 1992-1993 puis en 1993-1994. Deuxième derrière l'Étoile rouge la saison suivante, le Partizan remporte les deux titres de 1995-1996 et 1996-1997, ce qui lui permet de renouer avec la scène européenne à la suite de la levée des sanctions. Lors de la Coupe UEFA 1996-1997, le club est sorti au second tour préliminaire par le Fotbal Club Progresul Bucarest, puis en Ligue des champions 1997-1998, éliminé lors du premier tour préliminaire par... les Croates du Dynamo Zagreb.
Pendant la Guerre du Kosovo, de mars 1998 à juin 1999, le Partizan dispute le 112e derby l'opposant à l'Étoile rouge quatre jours avant le début du bombardement de la Yougoslavie par l'OTAN dans le cadre de l'Opération Force alliée. Le Partizan remporte cette année un nouveau titre de champion.
Durant ces années 1990, le club remporte également plusieurs coupes nationales (1992, 1994 et 1998). L'homme clé de ces trophées est Ljubiša Tumbaković, qui devint le manager le plus titré de l'histoire du Partizan. Le club est confronté à de nombreux changements, contraint de vendre les jeunes joueurs qu'il forme, tels que Predrag Mijatović, Slaviša Jokanović, Savo Milošević, Albert Nađ, Dragan Ćirić, Zoran Mirković, Saša Ćurčić (en), Branko Brnović, Goran Pandurović, Dražen Bolić, Niša Saveljić, Damir Čakar, Budimir Vujačić, Ivan Tomić, Georgi Hristov, Đorđe Tomić, Ivica Kralj, Mateja Kežman et beaucoup d'autres.

### Le nouveau départ (2000-2010)
Au cours des douze dernières années, le Partizan a remporté huit championnats nationaux, quatre coupes et a réussi à se qualifier à deux reprises pour la Ligue des champions de l'UEFA et à cinq reprises pour la Ligue Europa. Dirigé par Ljubiša Tumbaković, le club remporte deux titres de champion consécutifs, en 2001-2002 et en 2002-2003.
La direction du club prenait très au sérieux la saison 2003 en désignant comme nouvel entraîneur Lothar Matthäus, ancien joueur mondial de l'année, et en faisant venir des joueurs chevronnés et expérimentés tels que Taribo West du FC Kaiserslautern, Ljubinko Drulović du Benfica Lisbonne et Tomasz Rząsa de Feyenoord Rotterdam. Pour la première fois de son histoire, le club joue en phase finale de la Ligue des champions après avoir éliminé le Newcastle United de Bobby Robson. À Belgrade, le Partizan perd sur le score de 0 à 1, mais au match retour à St James' Park, le but d'Ivica Iliev lui permet de se qualifier après une séance de tirs au but. Le tirage au sort désigne comme adversaires le Real Madrid (demi-finaliste de la Ligue des champions de l’année précédente), le FC Porto (vainqueur de la Coupe UEFA 2002-2003 et futur vainqueur de la compétition) et l'Olympique de Marseille, futur finaliste de  la Coupe UEFA 2003-2004. Le stade du Partizan s'avère un terrain difficile pour ses adversaires, obtenant trois matchs nuls, 0-0 contre les « Galactiques » du Real Madrid, 1 à 1 avec Porto, alors dirigé par l'entraîneur José Mourinho et sur le même score face à Marseille. Le Partizan s'incline lors de ses trois rencontres à l'extérieur, 0 à 1 à Madrid, 0 à 3 à Marseille et 1 à 3 à Porto.
La campagne européenne a des impacts sur le championnat où le Partizan perd le titre. Un nouvel entraîneur Vladimir Vermezović reconduit l'équipe au succès lors de la saison 2004-2005. Sur la scène européenne, l'équipe atteint les huitièmes de finale de la Coupe UEFA, éliminé par le CSKA Moscou, futur vainqueur de la compétition. Les mauvais résultats lors des compétitions nationales et internationales de 2006 incitent les dirigeants du club à rechercher un nouvel entraîneur principal. Jürgen Röber est d'abord nommé, puis Miodrag Ješić, mais aucun n’a réussi à remporter le titre national. Bien que le Partizan se qualifie pour la phase de groupes de la Coupe UEFA 2006-2007, cette saison est considérée comme un échec.
L'ancien joueur du Partizan, Slaviša Jokanović, est nommé entraîneur-chef du Partizan. Le club  confie également un nouveau rôle de directeur sportif à Ivan Tomić. L'effectif est renforcé par l'arrivée de joueurs étrangers comme Juca, Almani Moreira et Lamine Diarra. En 2008-2009, le club défend avec succès son doublé coupe-championnat déjà réalisé en saison 2007-2008. Toutefois, le Partizan est confronté à l'exclusion de coupes européennes en 2007-2008 et condamné à une amende de 30 056 € en raison de problèmes avec ses supporters lors du match aller disputé chez son adversaire du HŠK Zrinjski Mostar lors du match de qualification de la Coupe UEFA 2007-2008. Le match retour est disputé à Belgrade en raison de l'appel, celui-ci étant finalement rejeté. La saison suivante, le club renforce son équipe avec l'attaquant brésilien Cléo. En Europe, le club échoue au troisième tour préliminaire de la Ligue des champions avant d'échouer lors de la phase de groupes de la Coupe UEFA 2008-2009.

### Dernières années (2010–)

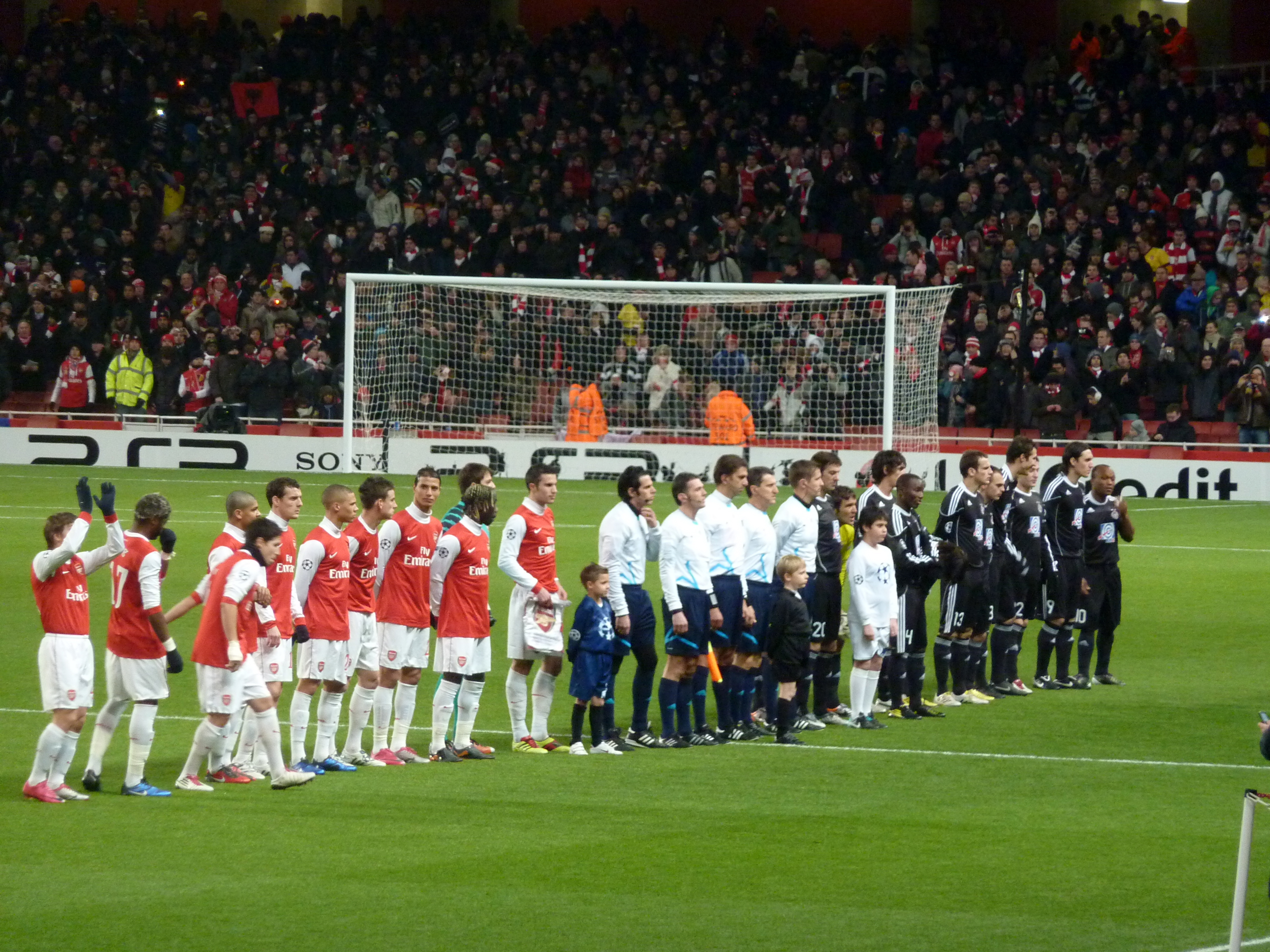
Match contre Arsenal lors de la Ligue des champions 2010-2011.

Après Jokanović, puis un intérim de Goran Stevanović, le club choisit un jeune entraîneur et ancien joueur du Partizan, Aleksandar Stanojević, qui devient le plus jeune entraîneur-chef de son histoire. Arrivé en cours de saison, il réussit à remporter le championnat en 2010. La saison suivante, le club réussit le doublé coupe-championnat. Sur la scène européenne, le Partizan remporte son ticket pour les groupes de la Ligue des champions en éliminant Anderlecht aux tirs au but. Dans une poule composée du Chakhtar Donetsk, d'Arsenal et du Sporting Braga, le Partizan s'incline 1 à 0 en Ukraine puis 1 à 3 à domicile face aux Anglais. Il est défait à deux reprises lors de la double confrontation face à Braga, 2 à 0 au Portugal puis 0 à 1 à domicile. Cette campagne européenne se termine par deux nouvelles défaites, 0 à 3 face aux Ukrainiens et 3 à 1 face aux Anglais.
La saison suivante, le club est éliminé lors de la phase de qualification de la Ligue Europa mais conserve son titre national. Toutefois, Stanojević est remercié en cours de saison et remplacé par l'ancien entraîneur de... Chelsea, Avram Grant. Malgré le cinquième titre consécutif de champion, le Partizan concède trois défaites contre le rival de l'Étoile rouge et Grant démissionne. Il est remplacé par l'ancien directeur du club, Vladimir Vermezović. Éliminé dès les tours préliminaires de la Ligue des champions 2012-2013 par AEL Limassol, le club dispute la phase de poules de la Ligue Europa avec un bilan de trois nuls et trois défaites. Vermezović est limogé et remplacé par Vuk Rašović qui conduit son équipe à un nouveau titre grâce à une victoire lors de l'avant-dernière journée lors du derby éternel. En remportant un 25e titre le Partizan rejoint l'Étoile rouge au nombre de championnats remportés.
Le Partizan, éliminé de la Ligue des champions 2013-2014 par Ludogorets Razgrad, est reversé en Ligue Europa où il s'incline lors du barrage face au FC Thoune. Le club est également battu sur la scène nationale, l'Étoile rouge remportant le titre.
Lors de la Ligue des champions, le Partizan est à nouveau sorti par Ludogorets Razgrad. En Ligue Europa, il se qualifie pour la phase de groupes en éliminant Neftchi Bakou. Il termine quatrième d'une poule remportée par Beşiktaş, ne réussissant que deux nuls face à Tottenham Hotspur et Asteras Tripolis. Le club remporte toutefois le championnat.
Éliminé de la Ligue des champions avant la phase de groupes par BATE Borisov, le Partizan est reversé en Ligue Europa 2015-2016 où il est placé dans le groupe L aux côtés de l'Athletic Bilbao, AZ Alkmaar et du FC Augsbourg. Le Partizan remporte trois victoires en phase de groupes (les deux matchs contre Alkmaar et la rencontre à l'extérieur contre Augsbourg), mais ne réussit pas à se qualifier pour les huitièmes de finale. En Serbie, il termine deuxième derrière l'Étoile Rouge qui termine invaincue et décroche la Coupe de Serbie face au FK Javor Ivanjica.
Le Partizan connaît un piètre début de saison 2016-2017 avec une élimination au deuxième tour de qualification de la Ligue Europa par Zagłębie Lubin et une mauvaise entame en championnat. En août, Marko Nikolić revient à la tête de l'équipe qu'il conduit à 37 matches consécutifs sans défaite, championnat et coupe confondus, dont trois victoires et un match nul contre l'Étoile Rouge. Lors de ce sixième doublé, le Partizan s'appuie sur le milieu de terrain brésilien Leonardo et le capitaine de l'équipe serbe des moins de 21 ans, Uroš Đurđević, qui marquent 24 buts chacun.
Quelques jours après ce doublé, Nikolić quitte le club pour les Hongrois de Videoton. Il est remplacé par Miroslav Đukić qui a déjà occupé le poste en 2007. Lors de la phase éliminatoire de la Ligue des champions, le Partizan évince Budućnost Podgorica puis s'incline contre l'Olympiakos. En Ligue Europa, le club serbe élimine... Videoton et se retrouve en phases de groupes avec le Dynamo Kiev, les BSC Young Boys et KF Skënderbeu Korçë. Malgré deux défaites contre les Ukrainiens, le Partizan termine deuxième de cette poule, remportant les deux matchs à domicile et faisant match nul à l'extérieur face aux deux autres adversaires. En huitièmes de finale, le Partizan s'incline face aux Polonais du FC Viktoria Plzeň, 1 à 1 à Belgrade puis 0 à 2 à l'extérieur.
Deuxième du championnat 2017-2018, le Partizan dispute la Ligue Europa où il s'incline en barrage d'accession à la phase de groupes contre le Beşiktaş. Après trois changements de direction, le club nomme comme entraîneur principal Savo Milošević, le 27 mars 2019. Celui-ci parvient à conduire son équipe à une quatrième Coupe de Serbie consécutive grâce à une victoire 1 à 0 face au rival de l'Étoile rouge. Durant cette saison, l'international du Cap-Vert Ricardo Gomes (en) termine la saison avec 26 buts, soit le meilleur total réalisé par un étranger dans l'histoire du club.

## Bilan sportif

### Palmarès
Le FK Partizan Belgrade participe à son premier championnat de Yougoslavie en 1946-1947 et le remporte devant le Dinamo Zagreb. Jusqu'à la séparation des championnats de Croatie, Macédoine et Slovénie au début des années 1990 et en 45 éditions du championnat yougoslave, le Partizan Belgrade s'adjuge le titre de champion à onze reprises en 1947, 1949, 1961, 1962, 1963, 1965, 1976, 1978, 1983, 1986 et 1987. Depuis, le club a coiffé les lauriers nationaux en 1993, 1994, 1996, 1997, 1999, 2002, 2003, 2005, 2008, 2009, 2010, 2011, 2012, 2013, 2015 et 2017, ce qui porte son total à 27 titres de champion national depuis 1945.
Le club de Belgrade remporte également quinze fois la coupe nationale et notamment cinq fois la Coupe de Yougoslavie en 1947, 1952, 1954, 1957, 1989, puis quatre fois la Coupe de Serbie-et-Monténégro (qui conserve le nom de la Yougoslavie jusqu'en 2002) en 1992, 1994, 1998, 2001, et six fois la Coupe de Serbie en 2008, 2009, 2011, 2016, 2017, 2018 et 2019. À cela s'ajoutent des places de finaliste en 1948, 1959, 1960, 1979, 1993, 1996, 1999, 2015, 2020, 2021 et 2022.
Le doublé, c'est-à-dire une victoire en championnat et en coupe nationale lors d'une même saison, est réalisé six fois en 1947, 1994, 2008, 2009 et 2011 et 2017. La Supercoupe de Yougoslavie est enfin remportée en 1989.
Au niveau international, le Partizan se distingue en atteignant la finale de la onzième édition de la Coupe des clubs champions européens en 1965-1966. Les Yougoslaves s'inclinent en finale 2-1 contre le Real Madrid dont c'est alors le sixième titre dans la compétition. Quelques années plus tard, le club de Belgrade inscrit son nom au palmarès de la Coupe Mitropa 1977-1978, un tournoi qui n'a plus le grand prestige qu'il avait encore vingt ans auparavant.

#### Tableau
| Compétitions nationales | Anciennes compétitions nationales | Compétitions internationales |
| - Championnat de Serbie (8) : - Champion : 2007-08, 2008-09, 2009-10, 2010-11, 2011-12, 2012-13, 2014-15 et 2016-17. - Vice-champion : 2006-07, 2013-14, 2015-16, 2017-18, 2019-20, 2020-21, 2021-22, 2023-24 et 2024-25. - Coupe de Serbie (7) : - Vainqueur : 2007-08, 2008-09, 2010-11, 2015-16, 2016-17, 2017-18 et 2018-19. - Finaliste : 2014-15, 2019-20, 2020-21 et 2021-22. | - Championnat de Yougoslavie (1923-1992) (11) : - Champion : 1946-47, 1948-49, 1960-61, 1961-62, 1962-63, 1964-65, 1975-76, 1977-78, 1982-83, 1985-86 et 1986-87. - Vice-champion : 1953-54, 1955-56, 1957-58, 1958-59, 1967-68, 1969-70, 1983-84 et 1987-88. - Championnat de Serbie-et-Monténégro (1992-2006) (8) : - Champion : 1992-93, 1993-94, 1995-96, 1996-97, 1998-99, 2001-02, 2002-03 et 2004-05. - Vice-champion : 1991-92, 1994-95, 1999-00, 2000-01, 2003-04 et 2005-06. - Coupe de Yougoslavie (1923-1992) (5) : - Vainqueur : 1946-47, 1952, 1953-54, 1956-57 et 1988-89. - Finaliste : 1947-48, 1958-59, 1959-60 et 1978-79. - Coupe de Serbie-et-Monténégro (1992-2006) (4) : - Vainqueur : 1991-92, 1993-94, 1997-98, et 2000-01. - Finaliste : 1992-93, 1995-96 et 1998-99. - Supercoupe de Yougoslavie (1) : - Vainqueur : 1989. | - Coupe des clubs champions européens : - Finaliste : 1965-66. - Internationale Coupe Mohammed-V (1) : - Vainqueur : 1963 - Coupe Mitropa (1) : - Vainqueur : 1977-78. |

### Bilan par saison (depuis 2006)
| Saison    | Championnat | Championnat | Championnat | Championnat | Championnat | Championnat | Championnat | Championnat | Championnat | Championnat | Coupe de Serbie     |
| Saison    | Division    | Pos         | Pts         | J           | V           | N           | D           | BP          | BC          | Diff        | Coupe de Serbie     |
| --------- | ----------- | ----------- | ----------- | ----------- | ----------- | ----------- | ----------- | ----------- | ----------- | ----------- | ------------------- |
| 2006-2007 | 1re         | 2e          | 74          | 32          | 23          | 5           | 4           | 55          | 27          | +28         | Demi-finales        |
| 2007-2008 | 1re         | 1er         | 80          | 33          | 24          | 8           | 1           | 63          | 23          | +40         | Vainqueur           |
| 2008-2009 | 1re         | 1er         | 80          | 33          | 25          | 5           | 3           | 63          | 15          | +48         | Vainqueur           |
| 2009-2010 | 1re         | 1er         | 78          | 30          | 24          | 6           | 0           | 63          | 14          | +49         | Demi-finales        |
| 2010-2011 | 1re         | 1er         | 76          | 30          | 24          | 4           | 2           | 75          | 21          | +54         | Vainqueur           |
| 2011-2012 | 1re         | 1er         | 80          | 30          | 26          | 2           | 2           | 67          | 12          | +55         | Demi-finales        |
| 2012-2013 | 1re         | 1er         | 73          | 30          | 23          | 4           | 3           | 71          | 16          | +55         | Huitièmes de finale |
| 2013-2014 | 1re         | 2e          | 71          | 30          | 22          | 5           | 3           | 64          | 20          | +44         | Quarts de finale    |
| 2014-2015 | 1re         | 1er         | 71          | 30          | 21          | 8           | 1           | 67          | 22          | +45         | Finale              |
| 2015-2016 | 1re         | 2e          | 67          | 37          | 20          | 7           | 10          | 72          | 44          | +28         | Vainqueur           |
| 2016-2017 | 1re         | 1er         | 94          | 37          | 30          | 4           | 3           | 78          | 22          | +56         | Vainqueur           |
| 2017-2018 | 1re         | 2e          | 77          | 37          | 23          | 8           | 6           | 71          | 33          | +38         | Vainqueur           |
| 2018-2019 | 1re         | 3e          | 54          | 37          | 20          | 9           | 8           | 58          | 28          | +30         | Vainqueur           |
| 2019-2020 | 1re         | 2e          | 64          | 30          | 20          | 4           | 6           | 69          | 25          | +44         | Finale              |
| 2020-2021 | 1re         | 2e          | 95          | 38          | 31          | 2           | 5           | 95          | 20          | +75         | Finale              |
| 2021-2022 | 1re         | 2e          | 98          | 37          | 31          | 5           | 1           | 85          | 13          | +72         | Finale              |
| 2022-2023 | 1re         | 4e          | 71          | 37          | 21          | 8           | 8           | 68          | 34          | +34         | Seizièmes de finale |
| 2023-2024 | 1re         | 2e          | 70          | 30          | 22          | 4           | 4           | 66          | 35          | +31         | Demi-finales        |
| 2024-2025 | 1re         | 2e          | 63          | 30          | 18          | 9           | 3           | 58          | 29          | +29         | Quarts de finale    |

Légende
- Vainqueur de la compétition.
- Finaliste ou vice-champion de la compétition.
- Troisième de la compétition.

### Statistiques
Le Partizan Belgrade est invaincu pendant 45 matchs de championnat consécutifs à cheval sur les saisons 1995-1996 et 1996-1997. Cette période record d'invincibilité démarre le 10 mars 1996 par une victoire à l'extérieur contre le rival de l'Étoile rouge de Belgrade lors de la 24e journée. Le Partizan ne perd plus jusqu'à la fin du championnat 1996 qu'il remporte. La saison suivante commence par une victoire à domicile 2-1 contre l'Hajduk Kula. Le Partizan enchaîne ensuite 25 victoires et six matchs nuls pour s'assurer le titre de champion. La série de 45 matchs sans défaite prend fin lors de la 33e et dernière journée du championnat 1996-1997 à l'occasion d'une défaite 1-0 sur le terrain du FK Rad Belgrade.
Le club de Belgrade observe ensuite à partir de mai 2009 une série de 39 matchs de championnat consécutifs sans défaite, qui comprend notamment une invincibilité complète sur les 30 matchs du championnat de Serbie 2009-2010.

### Bilan européen
La première participation du Partizan Belgrade à une coupe d'Europe date de 1955. Le club prend part à la Coupe des clubs champions européens 1955-1956, qui est la première édition de la compétition inter-clubs phare en Europe. Le club est exempt du premier tour et élimine le Sporting Clube de Portugal au deuxième tour à la suite d'un match nul à l'extérieur 3-3 puis d'une victoire 5-2 au match retour. Le Partizan est éliminé au tour suivant, soit en quart de finale, par le futur vainqueur de la compétition le Real Madrid : les Espagnols s'imposent à domicile sur le score large 4-0 et préservent leur qualification malgré une défaite 3-0 sur le terrain du Partizan au match retour.
| Compétition                | P  | M   | V   | N  | D   | BP  | BC  | Diff. |
| -------------------------- | -- | --- | --- | -- | --- | --- | --- | ----- |
| Ligue des champions (C1)   | 23 | 107 | 41  | 24 | 42  | 163 | 142 | +21   |
| Coupe des coupes (C2)      | 2  | 12  | 4   | 1  | 7   | 19  | 21  | -2    |
| Ligue Europa (C3)          | 31 | 153 | 59  | 35 | 59  | 226 | 210 | +16   |
| Ligue Conférence (C4)      | 5  | 36  | 15  | 8  | 13  | 50  | 46  | +4    |
| Coupe des villes de foires | 3  | 8   | 2   | 3  | 3   | 8   | 14  | -6    |
| Total                      | 64 | 316 | 121 | 71 | 124 | 466 | 433 | +33   |

## Personnalités du club

### Présidents du club
Le tableau suivant présente la liste des présidents du club depuis 1950.
| Rang | Nom                | Période   |
| ---- | ------------------ | --------- |
| 1    | Ratko Vujović      | 1950      |
| 2    | Bogdan Vujošević   | 1952-1956 |
| 3    | Đuro Lončarević    | 1956-1958 |
| 4    | Martin Dasović     | 1958-1962 |
| 5    | Dimitrije Pisković | 1962-1963 |
| 6    | Ilija Radaković    | 1963-1965 |
| 7    | Vladimir Dujić     | 1965-1967 |
| 8    | Mića Lovrić        | 1967-1971 |

| Rang | Nom              | Période   |
| ---- | ---------------- | --------- |
| 9    | Milosav Prelić   | 1971-1973 |
| 10   | Vesa Živković    | 1973-1974 |
| 11   | Predrag Gligorić | 1974-1975 |
| 12   | Nikola Lekić     | 1975-1979 |
| 13   | Vlada Kostić     | 1979-1981 |
| 14   | Miloš Ostojić    | 1981-1983 |
| 15   | Dragan Papović   | 1983-1987 |
| 16   | Zdravko Lončar   | 1987-1988 |

| Rang | Nom               | Période   |
| ---- | ----------------- | --------- |
| 17   | Ivan Ćurković     | 1989-2006 |
| 18   | Nenad Popović     | 2006-2007 |
| 19   | Tomislav Karadžić | 2007-2008 |
| 20   | Dragan Đurić      | 2008-2014 |
| 21   | Zoran Popović     | 2014-2015 |
| 22   | Milorad Vucelić   | 2016-     |

### Entraîneurs du club
Le tableau suivant présente la liste des entraîneurs du club depuis 1945.
| Rang | Nom                                        | Période   |
| ---- | ------------------------------------------ | --------- |
| 1    | Franjo Glaser                              | 1945-1946 |
| 2    | Illés Spitz                                | 1946-1951 |
| 3    | Antun Pogačnik                             | 1952-1953 |
| 4    | Illés Spitz                                | 1953      |
| 5    | Milovan Ćirić                              | 1953-1954 |
| 6    | Illés Spitz                                | 1954-1955 |
| 7    | Aleksandar Tomašević                       | 1955-1956 |
| 8    | Kiril Simonovski                           | 1956-1957 |
| 9    | Florijan Matekalo                          | 1957      |
| 10   | Géza Kalocsay                              | 1957-1958 |
| 11   | Illés Spitz                                | 1958-1960 |
| 12   | Stjepan Bobek                              | 1960-1963 |
| 13   | Kiril Simonovski                           | 1963      |
| 14   | Marko Valok                                | 1963-1964 |
| 15   | Florijan Matekalo & Aleksandar Atanacković | 1964      |
| 16   | Marko Valok                                | 1965      |
| 17   | Abdullah Gegiç                             | 1965-1966 |
| 18   | Stevan Vilotić                             | 1966-1967 |
| 19   | Stjepan Bobek                              | 1967-1969 |
| 20   | Stevan Vilotić                             | 1969      |
| 21   | Kiril Simonovski                           | 1969-1970 |

| Rang | Nom                                   | Période   |
| ---- | ------------------------------------- | --------- |
| 22   | Gojko Zec                             | 1970-1971 |
| 23   | Velibor Vasović                       | 1971-1973 |
| 24   | Mirko Damjanović                      | 1973-1974 |
| 25   | Jovan Miladinović                     | 1976      |
| 26   | Ante Mladinić                         | 1977-1978 |
| 27   | Florijan Matekalo & Jovan Miladinović | 1979      |
| 28   | Josip Duvančić                        | 1979-1980 |
| 29   | Tomislav Kaloperović                  | 1980-1982 |
| 30   | Miloš Milutinović                     | 1982-1984 |
| 31   | Nenad Bjeković                        | 1984-1987 |
| 32   | Fahrudin Jusufi                       | 1987-1988 |
| 33   | Momčilo Vukotić                       | 1988-1989 |
| 34   | Ivan Golac                            | 1989-1990 |
| 35   | Nenad Bjeković                        | 1990      |
| 36   | Miloš Milutinović                     | 1990-1991 |
| 37   | Ivan Osim                             | 1991-1992 |
| 38   | Ljubiša Tumbaković                    | 1992-1999 |
| 39   | Miodrag Ješić                         | 1999-2000 |
| 40   | Ljubiša Tumbaković                    | 2000-2002 |
| 41   | Lothar Matthäus                       | 2002-2003 |
| 42   | Vladimir Vermezović                   | 2004-2005 |

| Rang | Nom                   | Période   |
| ---- | --------------------- | --------- |
| 43   | Jürgen Röber          | 2005-2006 |
| 44   | Miodrag Ješić         | 2006-2007 |
| 45   | Miroslav Đukić        | 2007      |
| 46   | Slaviša Jokanović     | 2007-2009 |
| 47   | Goran Stevanović      | 2009-2010 |
| 48   | Aleksandar Stanojević | 2010-2012 |
| 49   | Avram Grant           | 2012      |
| 50   | Vladimir Vermezović   | 2012-2013 |
| 51   | Vuk Rašović           | 2013      |
| 52   | Marko Nikolić         | 2013-2015 |
| 53   | Zoran Milinković      | 2015      |
| 54   | Ljubinko Drulović     | 2015-2016 |
| 55   | Ivan Tomić            | 2016      |
| 56   | Marko Nikolić         | 2016-2017 |
| 57   | Miroslav Đukić        | 2017-2018 |
| 58   | Zoran Mirković        | 2018-2019 |
| 59   | Savo Milošević        | 2019-2020 |
| 60   | Aleksandar Stanojević | 2020-2022 |
| 61   | Ilija Stolica         | 2022-     |

### Joueurs du club

#### Joueurs emblématiques
- Radomir Antić
- Stefan Babović
- Nenad Bjeković
- Petar Borota
- Milivoje Ćirković
- Ivan Ćurković
- Zoran Dimitrijević
- Nenad Đorđević
- Ljubomir Fejsa
- Milan Galić
- Ivan Golac
- Saša Ilić
- Ivica Iliev
- Miloš Jojić
- Slaviša Jokanović
- Marko Jovanović
- Fahrudin Jusufi
- Mateja Kežman
- Vladica Kovačević
- Slobodan Krčmarević
- Mladen Krstajić
- Danko Lazović
- Adem Ljajić
- Saša Lukić
- Dragan Mance
- Lazar Marković
- Savo Milošević
- Miloš Milutinović
- Zoran Mirković
- Aleksandar Mitrović
- Albert Nadj
- Ivan Obradović
- Zarko Olarević
- Blagoje Paunović
- Strahinja Pavlović
- Radosav Petrović
- Nemanja Rnić
- Stefan Šćepović
- Petar Škuletić
- Milan Smiljanić
- Predrag Spasić
- Vujadin Stanojković
- Nenad Stojković
- Vladimir Stojković
- Zoran Tošić
- Zvonko Varga
- Vladimir Vermezović
- Dušan Vlahović
- Zvonimir Vukić
- Momčilo Vukotić
- Andrija Živković
- Stjepan Bobek
- Zlatko Čajkovski
- Bruno Belin
- Mladen Božović
- Stevan Jovetić
- Ivica Kralj
- Predrag Mijatović
- Džoni Novak
- Darko Milanič
- Zlatko Zahovič
- Srečko Katanec
- Cleo
- Juca
- Ivan Ivanov
- Virgil Popescu
- Tomasz Rząsa
- Éric Djemba Djemba
- Almani Moreira
- Prince Tagoe
- Umar Sadiq
- Taribo West
- Lamine Diarra
- Kamel Zaiem